# Расмуссен, Оле (футболист, 1952)
О́ле Бо Ра́смуссен (дат. Ole Bo Rasmussen; род. 19 марта 1952, Амагер, Копенгаген, Дания) — датский футболист, защитник и полузащитник, после завершения игровой карьеры — тренер.
В составе сборной Дании принимал участие в финальном турнире чемпионата Европы 1984 года.

## Карьера

### Клубная
Начал карьеру во взрослом футболе в «Нестведе» в 1971 году. Пять сезонов спустя, лучшими достижениями за которые стали бронзовые медали чемпионата Дании в 1972 и 1975 годах, зимой 1976 года перебрался в западноберлинскую «Герту». Стал с командой дважды финалистом Кубка ФРГ и занял третье место в Бундеслиге в сезоне-1977/78. После того, как «Герта» вылетела во вторую Бундеслигу в 1980 году, Расмуссен вернулся в Данию, на сей раз в «Оденсе», но не задержался в команде. Через два неполных сезона он вновь стал игроком «Герты», которой помог вернуться в Бундеслигу. Завершил карьеру в «Нестведе» в 1986 году, в очередной раз выиграв бронзу датского чемпионата.
В еврокубках провёл 8 матчей.

### В сборной
Дебютировал в сборной Дании 25 сентября 1975 года во встрече со сборной Швеции (0:0). Единственный гол за сборную забил в отборочном матче чемпионата мира 1978 года против команды Кипра (23 мая 1976 года, датчане выиграли 5:1). Регулярно играл в отборочных матчах крупных турниров конца 1970-х-начала 1980-х годов.
Входил в состав сборной Дании на чемпионате Европы 1984 года, сыграл 2 матча: против сборных Югославии (5:0) и Бельгии (3:2). Всего за сборную сыграл 41 матч.

## Статистика

### Матчи Расмуссена за сборную Дании
| Матчи Расмуссена за сборную Дании | Матчи Расмуссена за сборную Дании | Матчи Расмуссена за сборную Дании | Матчи Расмуссена за сборную Дании | Матчи Расмуссена за сборную Дании | Матчи Расмуссена за сборную Дании   |
| --------------------------------- | --------------------------------- | --------------------------------- | --------------------------------- | --------------------------------- | ----------------------------------- |
| №                                 | Дата                              | Соперник                          | Счёт                              | Голы Расмуссена                   | Соревнование                        |
| 1                                 | 25 сентября 1975                  | Швеция                            | 0:0                               | —                                 | Чемпионат Северной Европы 1972—1977 |
| 2                                 | 12 октября 1975                   | Испания                           | 0:2                               | —                                 | Чемпионат Европы 1976 (отбор)       |
| 3                                 | 11 мая 1976                       | Швеция                            | 2:1                               | —                                 | Товарищеский матч                   |
| 4                                 | 23 мая 1976                       | Кипр                              | 5:1                               | 1                                 | Чемпионат мира 1978 (отбор)         |
| 5                                 | 25 августа 1976                   | Норвегия                          | 3:0                               | —                                 | Чемпионат Северной Европы 1972—1977 |
| 6                                 | 1 сентября 1976                   | Франция                           | 1:1                               | —                                 | Товарищеский матч                   |
| 7                                 | 22 сентября 1976                  | Италия                            | 0:1                               | —                                 | Товарищеский матч                   |
| 8                                 | 22 июня 1977                      | Финляндия                         | 2:1                               | —                                 | Чемпионат Северной Европы 1972—1977 |
| 9                                 | 25 октября 1978                   | Северная Ирландия                 | 1:2                               | —                                 | Чемпионат Европы 1980 (отбор)       |
| 10                                | 27 июня 1979                      | СССР                              | 1:2                               | —                                 | Товарищеский матч                   |
| 11                                | 4 июня 1980                       | Норвегия                          | 3:1                               | —                                 | Чемпионат Северной Европы 1978—1980 |
| 12                                | 12 июля 1980                      | СССР                              | 0:2                               | —                                 | Товарищеский матч                   |
| 13                                | 27 августа 1980                   | Швейцария                         | 1:1                               | —                                 | Товарищеский матч                   |
| 14                                | 27 сентября 1980                  | Югославия                         | 1:2                               | —                                 | Чемпионат мира 1982 (отбор)         |
| 15                                | 15 октября 1980                   | Греция                            | 0:1                               | —                                 | Чемпионат мира 1982 (отбор)         |
| 16                                | 1 ноября 1980                     | Италия                            | 0:2                               | —                                 | Чемпионат мира 1982 (отбор)         |
| 17                                | 19 ноября 1980                    | Люксембург                        | 4:0                               | —                                 | Чемпионат мира 1982 (отбор)         |
| 18                                | 15 апреля 1981                    | Румыния                           | 2:1                               | —                                 | Товарищеский матч                   |
| 19                                | 1 мая 1981                        | Люксембург                        | 2:1                               | —                                 | Чемпионат мира 1982 (отбор)         |
| 20                                | 14 мая 1981                       | Швеция                            | 2:1                               | —                                 | Чемпионат Северной Европы 1981—1983 |
| 21                                | 3 июня 1981                       | Италия                            | 3:1                               | —                                 | Чемпионат мира 1982 (отбор)         |
| 22                                | 12 августа 1981                   | Финляндия                         | 2:1                               | —                                 | Чемпионат Северной Европы 1981—1983 |
| 23                                | 26 августа 1981                   | Исландия                          | 3:0                               | —                                 | Товарищеский матч                   |
| 24                                | 9 сентября 1981                   | Югославия                         | 1:2                               | —                                 | Чемпионат мира 1982 (отбор)         |
| 25                                | 23 сентября 1981                  | Норвегия                          | 2:1                               | —                                 | Чемпионат Северной Европы 1981—1983 |
| 26                                | 14 октября 1981                   | Греция                            | 3:2                               | —                                 | Чемпионат мира 1982 (отбор)         |
| 27                                | 22 сентября 1982                  | Англия                            | 2:2                               | —                                 | Чемпионат Европы 1984 (отбор)       |
| 28                                | 27 октября 1982                   | Чехословакия                      | 1:3                               | —                                 | Товарищеский матч                   |
| 29                                | 10 ноября 1982                    | Люксембург                        | 2:1                               | —                                 | Чемпионат Европы 1984 (отбор)       |
| 30                                | 27 апреля 1983                    | Греция                            | 1:0                               | —                                 | Чемпионат Европы 1984 (отбор)       |
| 31                                | 1 июня 1983                       | Венгрия                           | 3:1                               | —                                 | Чемпионат Европы 1984 (отбор)       |
| 32                                | 7 сентября 1983                   | Франция                           | 3:1                               | —                                 | Товарищеский матч                   |
| 33                                | 21 сентября 1983                  | Англия                            | 1:0                               | —                                 | Чемпионат Европы 1984 (отбор)       |
| 34                                | 16 ноября 1983                    | Греция                            | 2:0                               | —                                 | Чемпионат Европы 1984 (отбор)       |
| 35                                | 11 апреля 1984                    | Испания                           | 1:2                               | —                                 | Товарищеский матч                   |
| 36                                | 16 мая 1984                       | Чехословакия                      | 0:1                               | —                                 | Товарищеский матч                   |
| 37                                | 6 июня 1984                       | Швеция                            | 1:0                               | —                                 | Товарищеский матч                   |
| 38                                | 8 июня 1984                       | Болгария                          | 1:1                               | —                                 | Товарищеский матч                   |
| 39                                | 16 июня 1984                      | Югославия                         | 5:0                               | —                                 | Чемпионат Европы 1984               |
| 40                                | 19 июня 1984                      | Бельгия                           | 3:2                               | —                                 | Чемпионат Европы 1984               |
| 41                                | 12 сентября 1984                  | Австрия                           | 3:1                               | —                                 | Товарищеский матч                   |

Итого: 41 матч / 1 гол; 24 победы, 5 ничьих, 12 поражений.

## Достижения
- Бронзовый призёр чемпионата Дании (4): 1972, 1975, 1980, 1986
- Бронзовый призёр чемпионата ФРГ: 1977/78
- Финалист Кубка ФРГ (2): 1976/77, 1978/79